# Eric van der Steen
Eric van der Steen, pseudoniem van Dirk Zijlstra (Alkmaar, 14 september 1907 – Amsterdam, 3 november 1985), was een Nederlandse schrijver en journalist.

## Levensloop
Dirk Zijlstra studeerde rechten in Leiden. Na zijn afstuderen ging hij werken als secretaris van de Noordhollandsche Voetbalbond. In 1946 trad hij in dienst bij Het Parool, waar hij tot zijn pensionering in 1972 als journalist in dienst bleef, met als specialisatie onderwijs.
Als dichter debuteerde Zijlstra onder het pseudoniem Eric van der Steen in 1932 met Gemengde berichten en zette zijn dichterlijke carrière aanvankelijk krachtig door. Zijn poëzie valt op door nuchterheid en droge humor. Veel van zijn boeken kenmerken zich door frisse, ongewone uiterlijke vormgeving. In de jaren veertig begon hij proza te publiceren. Na 1958 droogde zijn schrijfader op.

## Publicaties

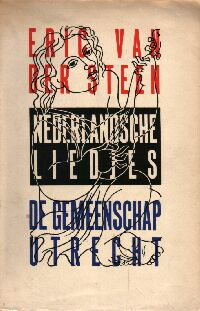
Nederlandsche liedjes (1932)

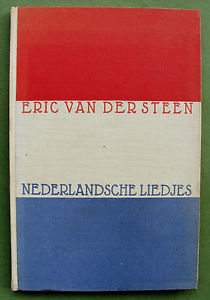
Stofomslag

### Poëzie
- Gemengde berichten (1932)
- Nederlandsche liedjes (1932)[1]
- Droesem (1933)
- Voorwaardelijke wijs (1938)
- Kortom (1938)
- Controversen (1938)
- Cadans (1938)
- Paaltjens Sr. (1939)
- Vice Versa (met Max Schuchart (1946)
- Gemengde berichten. Bloemlezing (1955, herdruk 1976)
- Het leven in vakken (1958)

### Proza
- Loosdrecht (1946)
- Finishing touch (1946)
- Grote vakantie (1947)
- Zeepbellen en handgranaten (1947)
- Vuurwater (1956)

### Essay
- In het huis van de dichter (1947)

### Aforismen
- Alfabêtises (1955, uitgebreide herdruk 1974)